# Roger Ebert
Roger Joseph Ebert (18. června 1942 – 4. dubna 2013) byl americký filmový kritik a scenárista. Jedná se o prvního držitele Pulitzerovy ceny za kritiku. Byl známý díky svému sloupku filmového kritika, který vycházel v Chicago Sun-Times od roku 1967 a později také online, a také díky moderování několika televizních pořadů. V červnu 2005 se stal prvním filmovým kritikem, který byl oceněn hvězdou na Hollywoodském chodníku slávy.